# مركز الأمير سلطان الحضاري
مركز الأمير سلطان الحضاري مركز حضاري يشمل العديد من المرافق مثل مناطق صحية وتعليمية وسياحية وسكنية ومكتبية جميعها مطلة على مساحات خضراء وبحيرة مائية.

## مرافق المركز الحضاري
قد تقرر إنشاء المشروع على أرض تقدر مساحتها بحوالي مليوني متر مربع وتقع على طريق المدينة شمال مدينة جدة بجوار مدينة الملك عبد الله الرياضية .ويضم المشروع التالي

### المجمع الطبي
يستضيف مركز الأمير سلطان الحضاري مجمعاً طبياً متكاملاً بسعة 920 سريرا وقد تم عقد شراكة مع الشركة العالمية (ميثوديست إنترناشيونال) التابعة لمستشفى الميثوديست الكائن في هيوستن بولاية تكساس الأمريكية على تقديم خدمات تطوير وتشغيل المدينة الطبية الجديدة والتي تتكون من:
مستشفى تخصصي لأمراض (القلب، الأورام، الأعصاب)
مستشفى الباطنية والجراحة والتخصصات الطبية الأخرى
مركز العظام وأمراض المفاصل
مركز صحي للعمليات اليومية
مركز أمراض السكر والسمنة
مستشفى أمراض العيون
مستشفى الأمراض المزمنة
مستشفى العلاج الطبيعي وإعادة التأهيل
مركز لغسيل الكلى
مستشفى الولادة والأطفال
مراكز لمكاتب الأطباء والعيادات الخارجية

### المنطقة التعليمية
ويتكون من جامعة ومدارس دولية

### مركز للمعارض والمؤتمرات
```
مركز المعارض والمؤتمرات يقع على مساحة 60,000 متر مربع حيث يستضيف مختلف الفعاليات والمعارض المحلية والعالمية طوال أيام العام.
```

### فنادق
- فندق 5 نجوم يقدم 250 غرفة فندقية و100 شقة فندقية ويخدم الفندق المجمع الطبي والمركز الحضاري
- فندق بوتيك يقدم 100 غرفة تخدم المنطقة السكنية
- فندق اقتصادي بقدم 300 غرفة ويخدم مركز المعارض والمؤتمرات والمركز التجاري

### المساجد والحدائق
يحتوي المركز على جامع كبير وعدد من المساجد المتوزعة في أنحاء متفرقة من المشروع بالإضافة إلى بحيرة اصطناعية في وسط المشروع على مساحة 100,000

### مركز حضاري
سينما ومسارح وقاعات مكتبية